# David Åhman
Klas David Åhman (Umeå, 20 dicembre 2001) è un giocatore di beach volley svedese, vincitore della medaglia d'oro ai Giochi olimpici estivi di Parigi 2024 insieme a Jonatan Hellvig.
In carriera vanta l'argento mondiale a Messico 2023, dove è stato battuto in finale dalla coppia ceca composta da Ondřej Perušič e David Schweiner, e due ori europei conquistati a Monaco di Baviera 2022 e Vienna 2023.

## Palmarès
- Giochi olimpici

Parigi 2024: oro.
- Mondiali

Messico 2023: argento.
- Europei

Monaco di Baviera 2022: oro.
Vienna 2023: oro.
- Giochi olimpici giovanili

Buenos Aires 2018: oro.